# Piazza delle Erbe (Verona)
Piazza delle Erbe (o più semplicemente piazza Erbe) è la piazza più antica di Verona e si trova sopra l'area del Foro romano.

## Storia
Nell'età romana era il centro della vita politica ed economica; con il tempo gli edifici romani hanno lasciato il posto a quelli medievali. 
Fra il 1884 e il 1951 la piazza fu interessata dai binari della rete tranviaria cittadina.
La piazza fu protagonista, durante la prima guerra mondiale, di un famoso attacco aereo, avvenuto il 14 novembre 1915: tre velivoli verniciati di nero, rilasciarono sulla città numerosi ordigni: in piazza delle Erbe ci fu una strage, alla fine si contarono un centinaio tra morti e feriti. Furono addirittura chiamati i pompieri per lavare il sangue dai marmi ed ebbe un notevole effetto psicologico: per la prima volta la Grande Guerra portava morti civili alla città.

Foto storiche
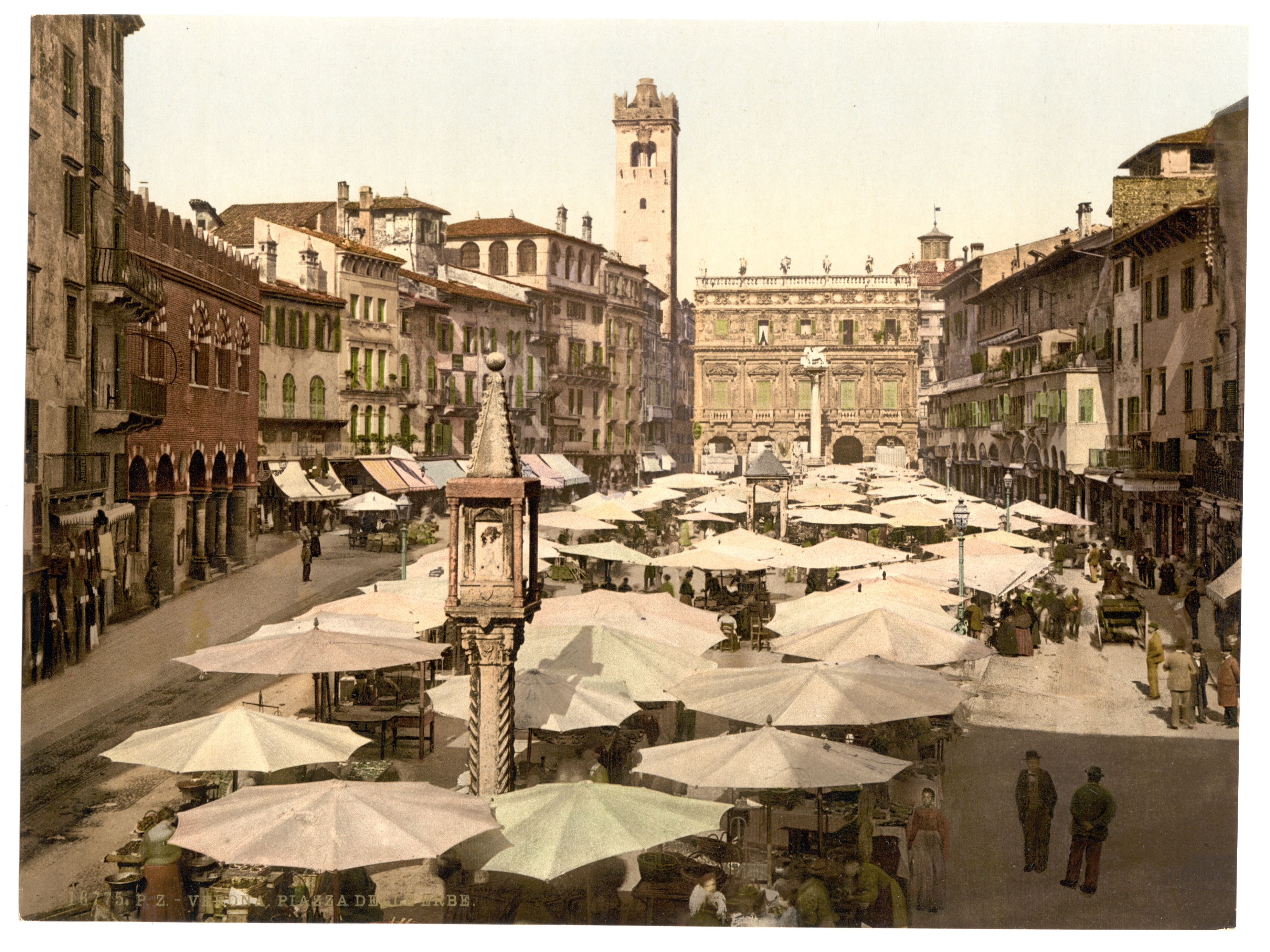
Fotografia della piazza scatta nell'ultimo decennio dell'Ottocento
La strage avvenuta con il bombardamento aereo della piazza il 14 novembre 1915, durante la prima guerra mondiale.

## Urbanistica

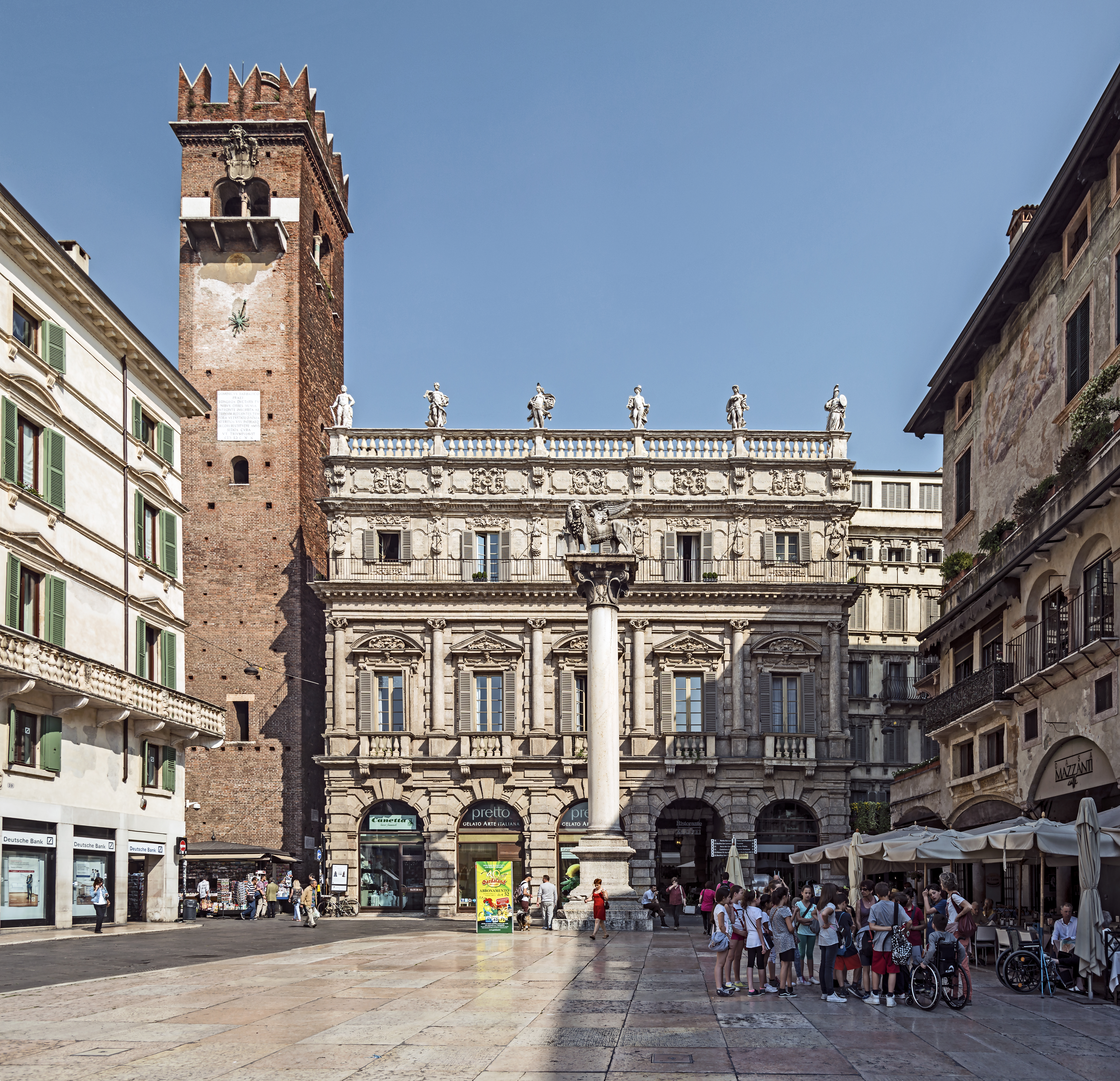
Palazzo Maffei con davanti l'imponente colonna sulla cui sommità è presente il leone di San Marco, simbolo della Repubblica di Venezia

Il lato nord è occupato dall'antico palazzo del Comune, dalla Torre dei Lamberti, dalla Casa dei Giudici e dalle case dei Mazzanti.
Il Iato ovest, quello più corto, è chiuso dal barocco Palazzo Maffei, adornato da diverse statue di dei greci: Giove, Ercole, Minerva, Venere, Mercurio e Apollo.
La parte nord-occidentale della piazza era l'area del Campidoglio romano, che guardava verso il Foro. Molte abitazioni conservano resti di pitture a fresco.
Lungo il lato sud si incontra la Casa dei Mercanti o Domus Mercatorum, un tempo sede della Banca Popolare di Verona. Le altre case, più anonime, ricordano per il rapporto altezza-larghezza le case-torri di origine comunale.

## Monumenti
Il monumento più antico della piazza è la fontana sormontata dalla statua denominata Madonna Verona di epoca romana (datata 380) con successive integrazioni medievali. La fontana è opera di spoglio voluta da Cansignorio assemblando pezzi di epoca romana come da tradizione medievale nel periodo gotico in particolare, con grande vasca termale e statua proveniente dal Capitolium si dice un tempo fosse dorata, in occasione dell'opera idraulica di Cansignorio di portare l'acqua del torrente Lorì di Avesa fino a piazza Erbe. La statua è ornata di cartiglio tra le mani e reca impresso il vecchio motto del Comune che così recita "a questa città portatrice di giustizia e amante di lode".
Altro monumento storico è il capitello, detto Tribuna o Berlina. Viene datato intorno al XIII secolo, periodo in cui venne utilizzato per varie occasioni pubbliche: in particolare sotto di esso sedevano i podestà per la cerimonia dell'insediamento e là prestavano giuramento i pretori. 
Verso via Cappello sorge un'antica colonna sormontata da un'edicola di origine trecentesca, nelle cui nicchie sono scolpite a rilievo le figure della Vergine e dei santi Zeno, Pietro Martire e Cristoforo.
Sulla superba colonna in marmo bianco davanti a Palazzo Maffei, invece, è presente il leone di San Marco, simbolo della Repubblica di Venezia.

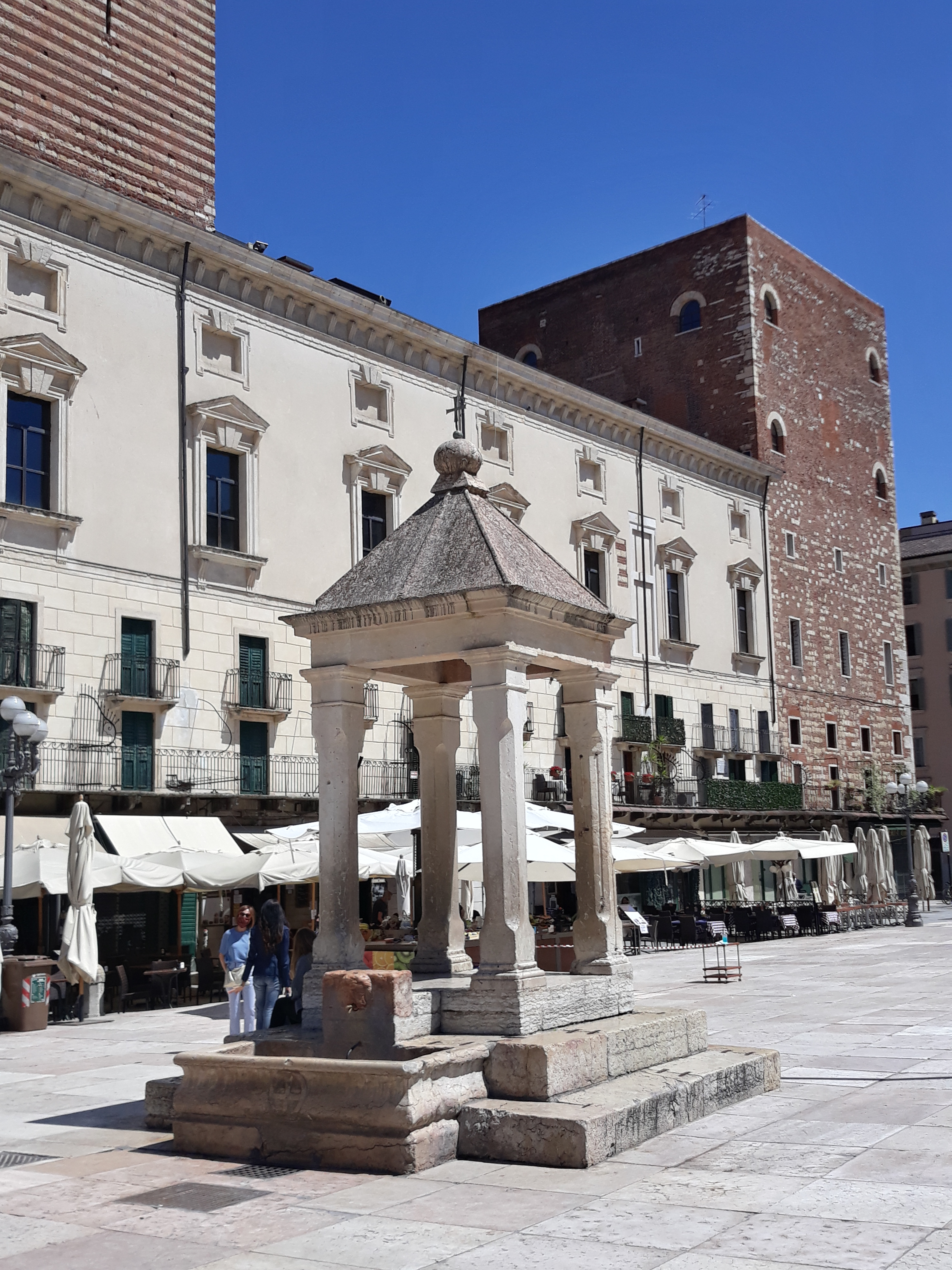
Berlina
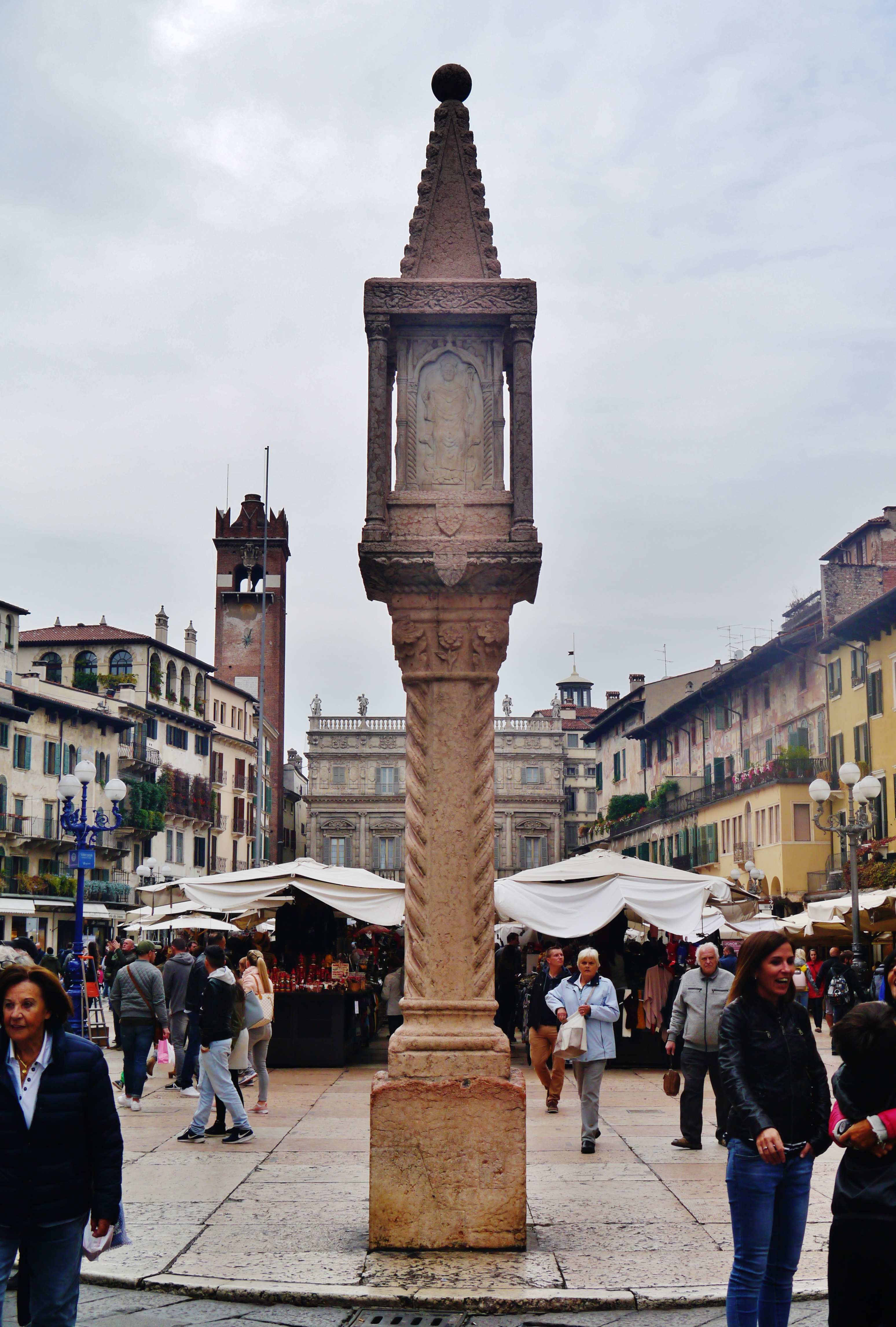
Colonna con edicola
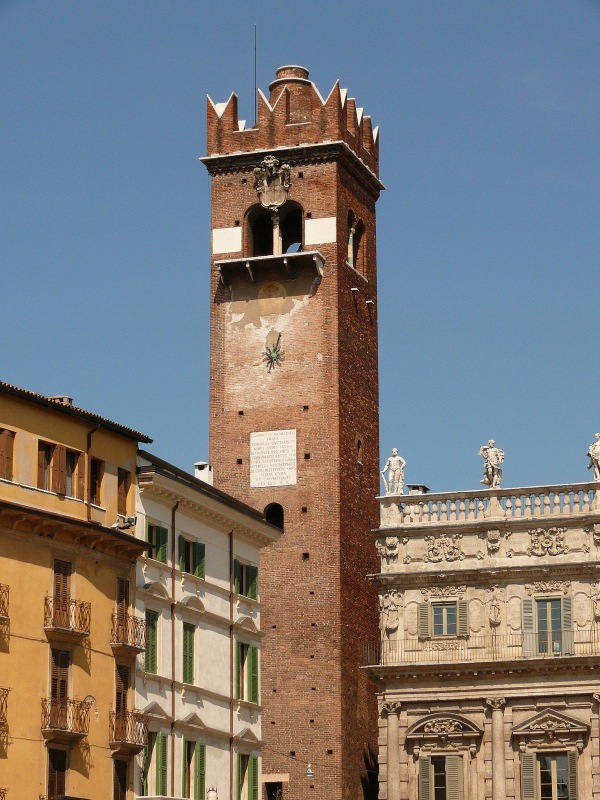
La Torre del Gardello
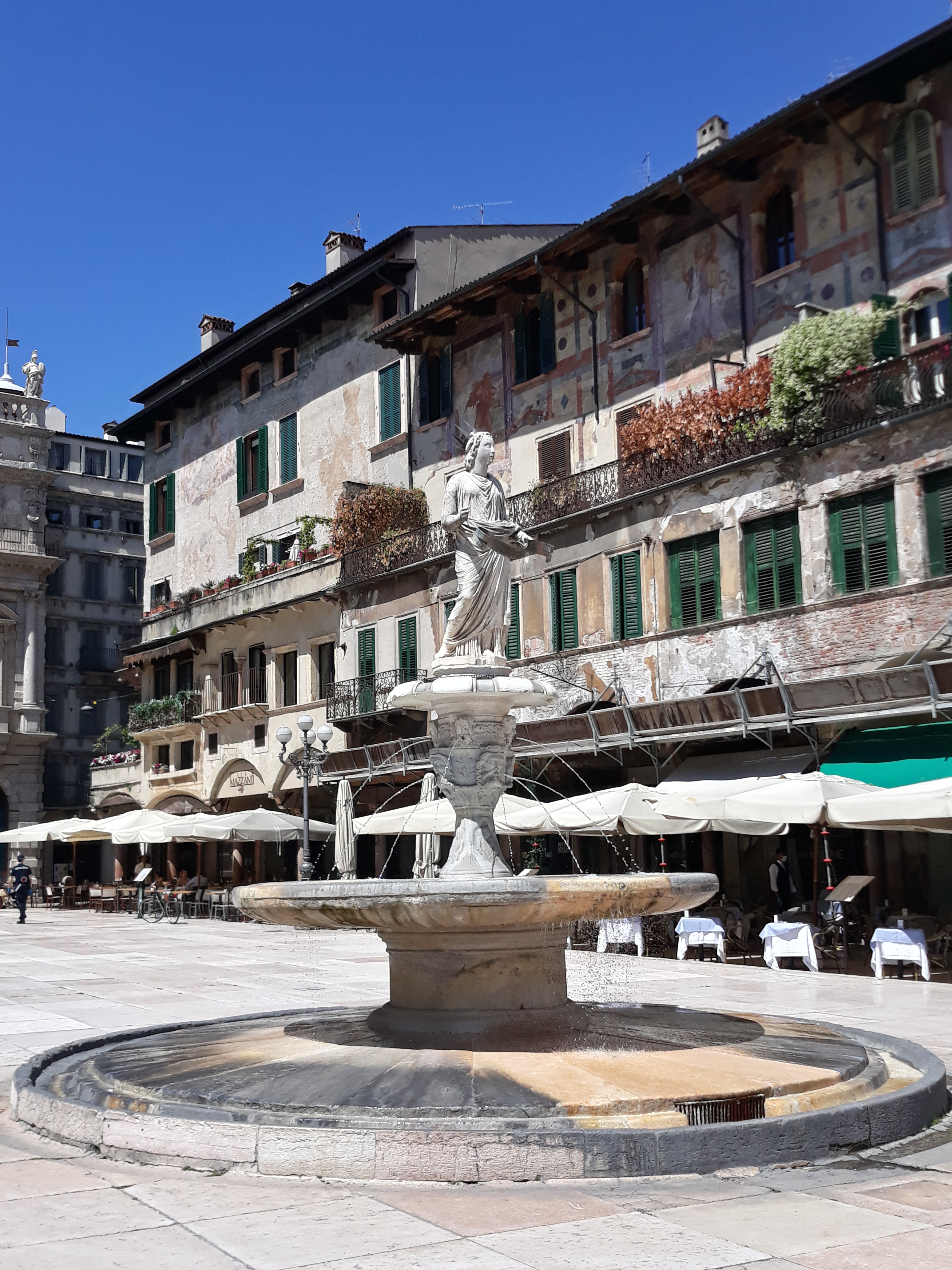
Madonna Verona
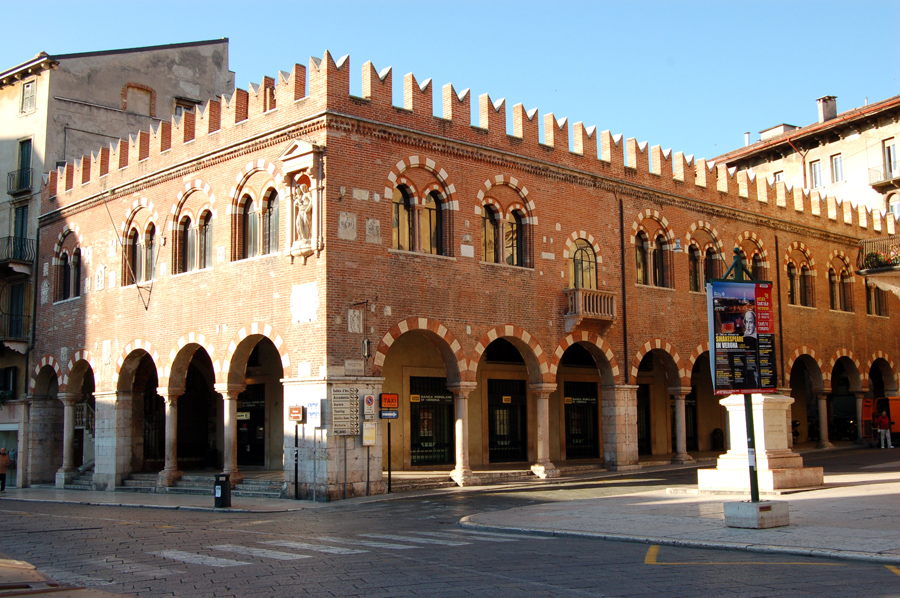
La Domus Mercatorum
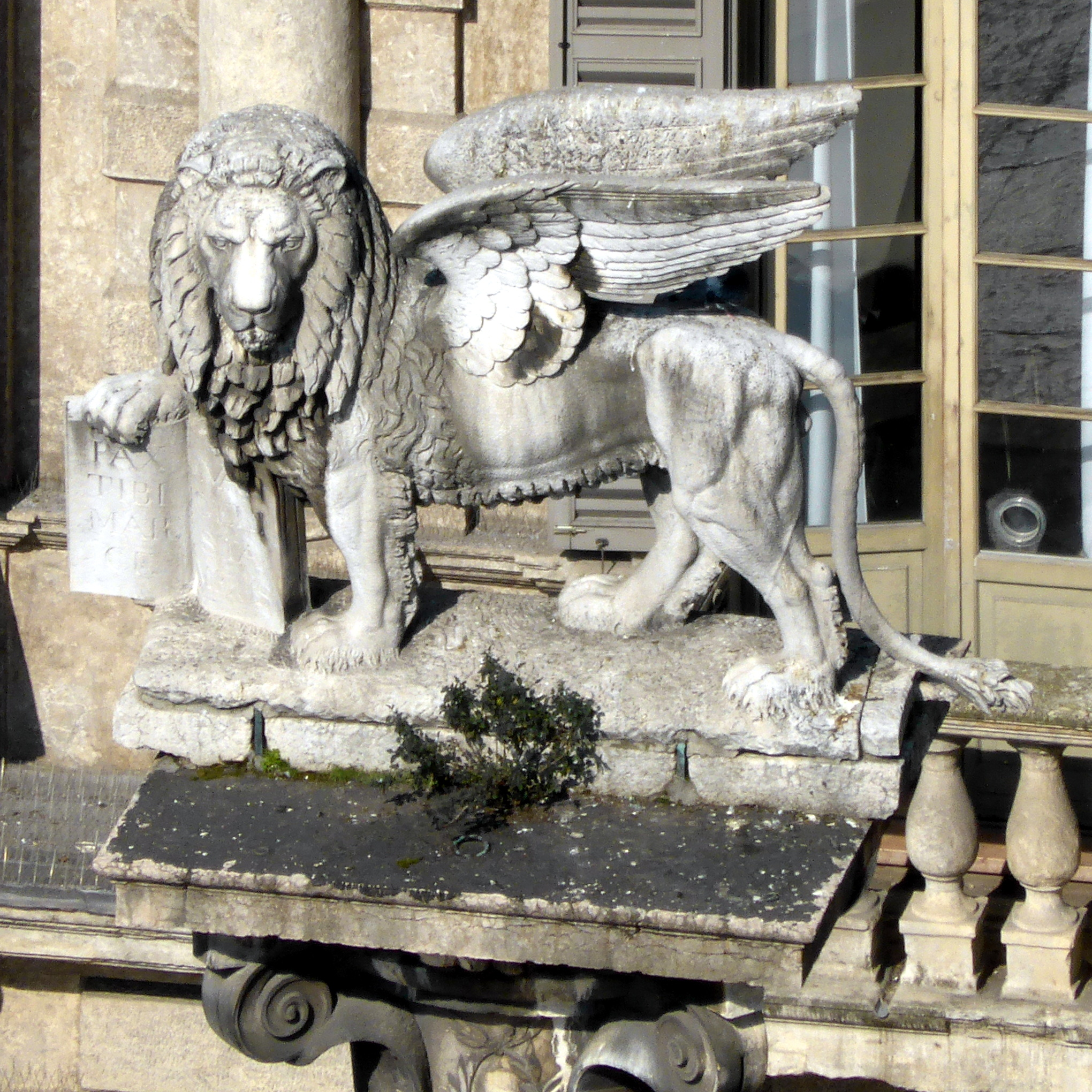
La statua del leone di san Marco
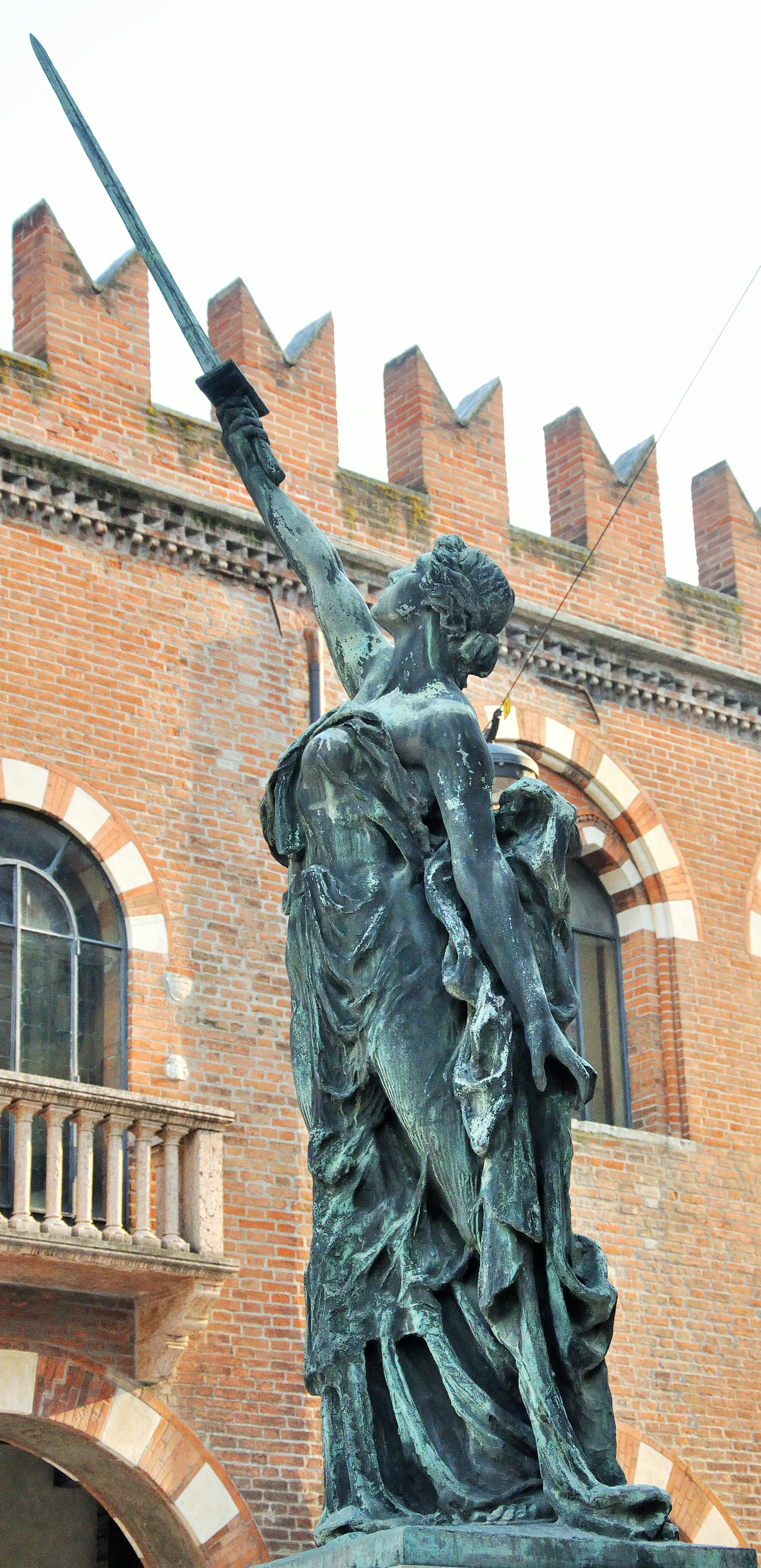
Monumento alla Civiltà Italica
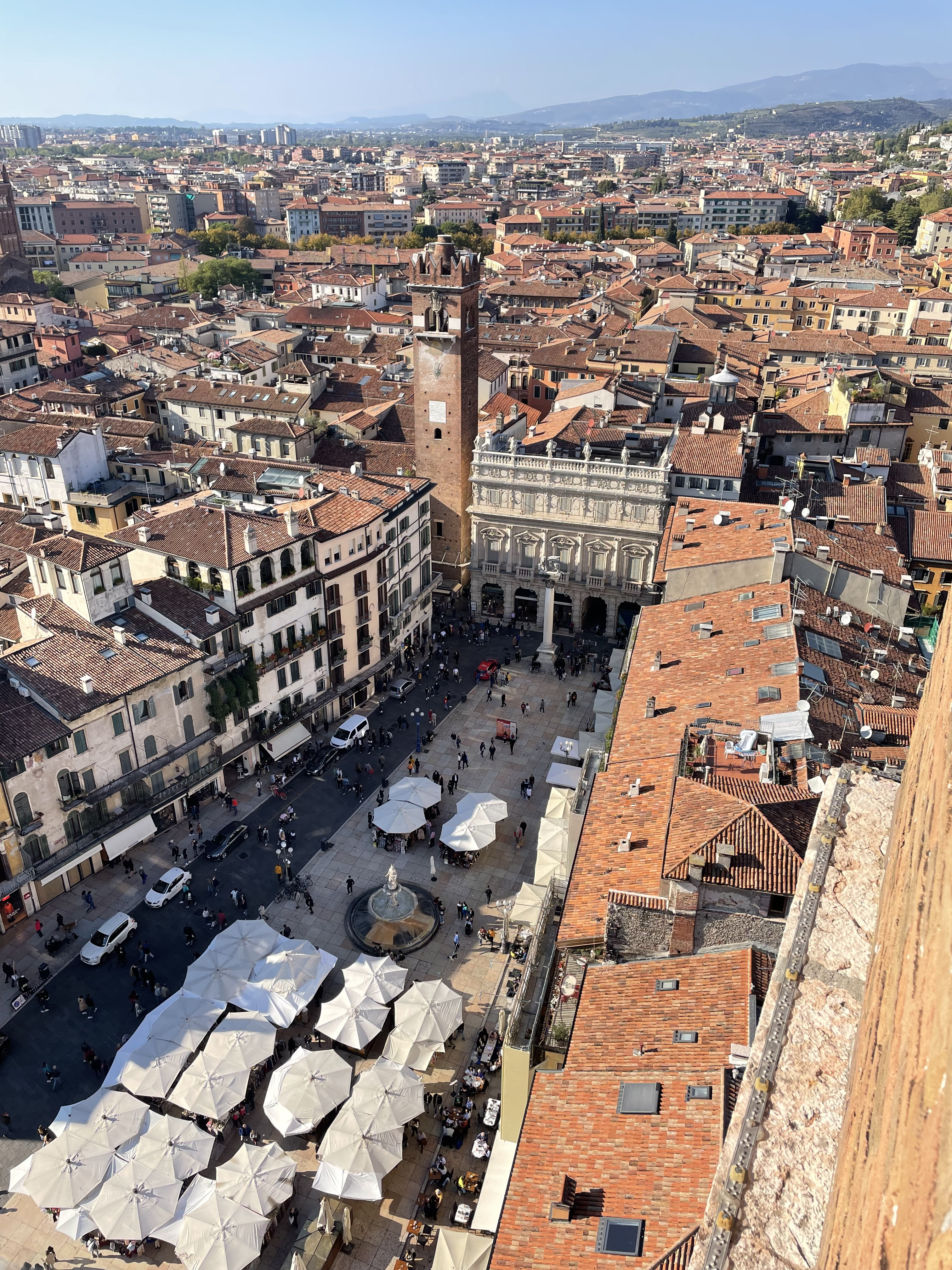
Veduta sulla piazza da Torre dei Lamberti
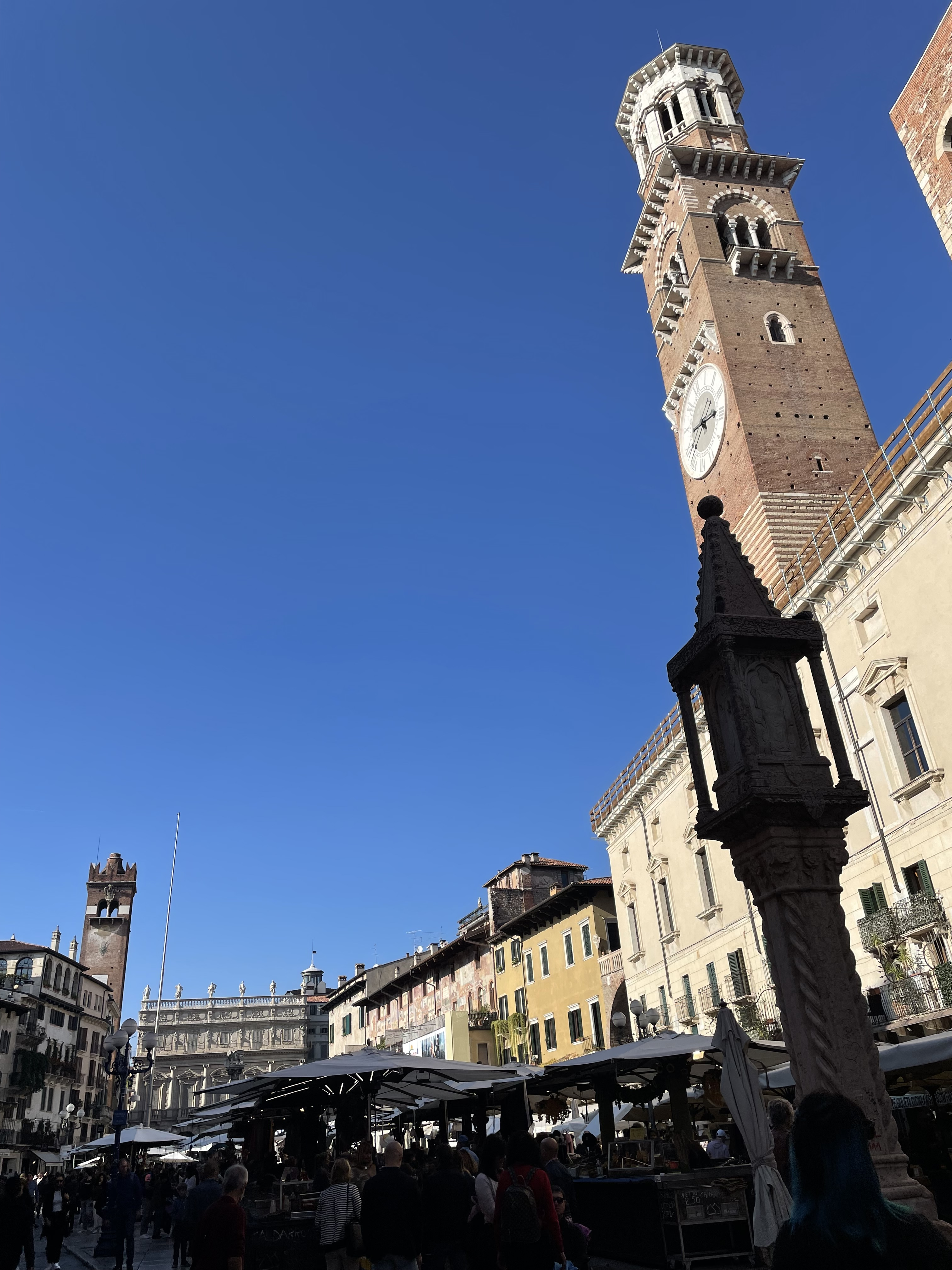
Il mercato sulla piazza con la vista sulla Torre dei Lamberti